# Sidney Sheldon
Sidney Sheldon (Chicago, 11 februari 1917 – Rancho Mirage, 30 januari 2007) was een Amerikaans schrijver van omder meer romans, film- en televisiescripts en toneelstukken. Hij is bekend van televisieseries als The Patty Duke Show (1963–'66), I Dream of Jeannie (1965–'70) en Hart to Hart (1979–'84), en romans als Master of the Game (1982), The Other Side of Midnight (1973) en Rage of Angels (1980).

## Biografie
Sheldon werd geboren in Chicago. Zijn ouders, Ascher "Otto" Schechtel en Natalie Marcus, waren van Russisch-Joodse afkomst. Op zijn 10e verkocht Sheldon al een gedicht voor 5 dollar. Tijdens de Grote Depressie had hij uiteenlopende baantjes. Na te zijn afgestudeerd aan de Denver East High School, ging hij studeren aan de Northwestern University. Hier schreef hij onder andere scripts voor de toneelgroep.
In 1937 verhuisde Sheldon naar Hollywood, waar hij scenarioschrijver werd voor een reeks B-films. Tijdens de Tweede Wereldoorlog diende hij als piloot in het trainingsprogramma van de United States Army Air Corps. Zijn eenheid werd echter opgeheven voordat Sheldon naar Europa kon worden gestuurd. Hij verhuisde nadien naar New York, waar hij musicals ging schrijven voor Broadway. Tevens bleef hij actief als scriptschrijver voor zowel MGM Studios als Paramount Pictures. Op Broadway boekte hij onder andere succes met een herschreven versie van Die lustige Witwe, Jackpot, en Dream with Music. Zijn succes op Broadway maakte dat hij in Hollywood ook grotere opdrachten kreeg. Zijn eerste succes in Hollywood was The Bachelor and the Bobby-Soxer, waarvoor hij in 1947 een Academy Award voor het beste originele scenario kreeg.
Toen de televisie haar intrede deed, besloot Sheldon zich ook hierop te concentreren. Nadat hij Patty Duke leerde kennen, schreef hij voor haar The Patty Duke Show. In de zeven jaar die volgden schreef hij het script van bijna elke aflevering van deze serie. Hij schreef ook scenario’s voor Hart to Hart en Nancy. Hij verkreeg in de jaren 60 bekendheid door de serie I Dream of Jeannie, die mede door hem werd bedacht en geproduceerd. Hij schreef in vijf jaar tijd meer dan twee dozijn scripts voor deze serie, soms onder de pseudoniemen "Mark Rowane", "Allan Devon", en "Christopher Golato". Hij werd voor zijn werk voor de serie genomineerd voor een Emmy Award.
Toen I Dream of Jeannie ten einde liep, besloot Sheldon eens te proberen een roman te schrijven. In 1969 verscheen zijn eerste boek: The Naked Face. Deze werd door de Mystery Writers of America genomineerd voor een Edgar Allan Poe Award in de categorie “beste eerste roman”. Zijn tweede boek, The Other Side of Midnight, belandde op de eerste plaats van de bestsellerlijst van The New York Times. Veel van Sheldons boeken gaan over standvastige vrouwen, die zich staande houden in een door vijandige mannen geregeerde wereld. Zijn romans spraken dan ook vooral vrouwelijke lezers aan.
Sheldon was gedurende 30 jaar getrouwd met Jorja Curtright Sheldon, een toneel- en filmactrice. Zij stierf in 1985 aan een hartaanval. Sheldon hertrouwde na haar dood met Alexandra Kostoff, een voormalige kindster. Sheldon had een dochter, Mary Sheldon, die eveneens schrijfster van beroep is.
Sheldon leed jarenlang aan een bipolaire stoornis. In zijn biografie The Other Side of Me omschrijft hij hoe hij op zijn 17e zelfmoord overwoog, maar door zijn vader werd tegengehouden.
Sheldon overleed op 30 januari 2007 in het Eisenhower Medical Center aan de gevolgen van een longontsteking. Na zijn dood werd hij gecremeerd, en zijn as bijgezet in het Westwood Village Memorial Park Cemetery in Los Angeles.

## Prijzen
Sidney Sheldon won in zijn leven de volgende prijzen:
- 1947: De Academy Award voor beste originele scenario - voor The Bachelor and the Bobby-Soxer
- 1952: De Tony Award – voor zijn musical Redhead

### Romans
- The Naked Face (1970), Het naakte gezicht
- The Other Side of Midnight (1973), Keerzijde van middernacht
- A Stranger in the Mirror (1976), Een vreemdeling in de spiegel
- Bloodline (1977), Eenzame erfgename
- Rage of Angels (1980), Toorn der engelen
- Master of the Game (1982), Het kille vuur
- If Tomorrow Comes (1985), Als er een morgen is
- Windmills of the Gods (1987), Engel der wrake
- The Sands of Time (1988), Als vlinders in de nacht
- Memories of Midnight (1990), Herinnering aan middernacht
- The Doomsday Conspiracy (1991), Het gezicht van de duivel
- The Stars Shine Down (1992), Een ster in het duister
- Nothing Lasts Forever (1994), Niets is voor eeuwig
- Morning, Noon and Night (1995), De vierde erfgename
- The Best Laid Plans (1997), Engel van de nacht
- Tell Me Your Dreams (1998), Geheime dromen
- The Sky Is Falling (2000), Vallende ster
- Are You Afraid of the Dark? (2004), Nachten van eenzaamheid
- Mistress of the Game (2008)

### Autobiografie
- The Other Side of Me (2005), Mijn verhaal

### Toneelstukken
- The Merry Widow
- Alice in Arms
- Redhead
- Roman Candle
- Gomes(London)

### Films
- The Bachelor and the Bobby-Soxer
- Three Guys Named Mike
- Annie Get Your Gun
- Dream Wife
- You're Never Too Young
- Anything Goes
- Billy Rose's Jumbo
- Bloodline

### Televisie
- I Dream of Jeannie
- If Tomorrow Comes
- The Patty Duke Show
- Hart to Hart